# Thonon-les-Bains
Thonon-les-Bains je francouzské město v departementu Horní Savojsko v regionu Auvergne-Rhône-Alpes. V roce 2011 zde žilo 33 928 obyvatel. Je centrem arrondissementu Thonon-les-Bains. Leží na břehu Ženevského jezera, kterým zde prochází hranice Francie se Švýcarskem.

## Vývoj počtu obyvatel
Počet obyvatel 